# Théorème de Phragmén-Brouwer
En mathématiques, et plus précisément en topologie, le théorème de Phragmén–Brouwer, introduit par Lars Edvard Phragmén et Luitzen Egbertus Jan Brouwer, énonce que si X est un espace topologique localement connexe normal, alors les deux propriétés suivantes sont équivalentes :
- Si A et B sont des sous-ensembles fermés disjoints dont l'union sépare X, alors A ou B sépare X.
- X est unicohérent, ce qui signifie que si X est l'union de deux sous-ensembles fermés connexes, alors leur intersection est connexe ou vide.

Le théorème reste vrai à la condition plus faible que A et B soient séparés.